# Claude Bolduc
Pour les articles homonymes, voir Bolduc.
Claude Bolduc est un écrivain québécois faisant partie du mouvement Science-fiction et fantastique québécois (SFFQ). Il est également connu sous les pseudonymes de Richard Viens et Baba Côté (cf infra).

## Carrière
Spécialiste de la nouvelle fantastique et d'épouvante, Claude Bolduc a publié son premier texte en 1989 dans un humble fanzine, avant d'en publier des dizaines d'autres un peu partout dans la francophonie, dans des fanzines, des magazines, des revues, des collectifs et des anthologies.
Explorateur des côtés sombres de l'âme humaine, des travers malsains qui gisent en chacun de nous, il pratique à la fois la veine traditionnelle et la veine moderne du fantastique. En fouillant par-delà sa production dite professionnelle, on découvre, dans l'univers underground des fanzines, une abondante production de textes humoristiques qui contrastent avec ses nouvelles d'épouvante.
On trouve une sélection de nouvelles d'épouvante couvrant la période 1993-1998 dans le recueil Les Yeux troubles et autres contes de la lune noire (Éditions Vents d'Ouest, celles du Québec). En 2006 a paru, chez le même éditeur, le recueil Histoire d'un soir et autres épouvantes qui couvre la période 1999-2005. En 2010 a paru le recueil Entre les bras des amants réunis. Bolduc a également coécrit le roman Prime Time avec Serena Gentilhomme, une satire féroce de l'univers de la téléréalité parue en 2008 chez Interkeltia éditeur, en France.
En plus de sa production pour le public adulte, Claude Bolduc a écrit huit romans et un recueil de nouvelles fantastiques pour le public adolescent aux Éditions Vents d'Ouest (Gatineau) et  Médiaspaul (Montréal), dont plusieurs ont fait partie de la Sélection annuelle de Communication-Jeunesse.
Outre sa production d'écrivain, il a aussi fait œuvre d'anthologiste, réunissant des auteurs autour d'un thème. Après un premier essai amateur et micro-édité intitulé Sourires (éditions de L'À Venir, Brompton) en 1994, il a dirigé deux collectifs de nouvelles fantastiques pour le public adolescent aux Éditions Vents d'Ouest (Gatineau), La Maison douleur et autres histoires de peur en 1996, et Petites cruautés en 1999. En 2002 paraissait, après deux ans de travail, l'anthologie Petites danses de Macabré (Vents d'Ouest, Gatineau), une anthologie de treize nouvelles macabres pour le lectorat adulte mettant en vedette des auteurs du Québec, de la Belgique et de la France.
En 2007, il a remporté le Grand Prix de la science-fiction et du fantastique québécois (après avoir été finaliste à ce même Grand Prix en 2003), ainsi que le Prix Boréal de la meilleure nouvelle fantastique québécoise (pour «Toujours plus bas», qui figure dans le recueil Histoire d'un soir et autres épouvantes). En 2008, il a remporté le Prix littéraire Le Droit, dans la catégorie jeunesse, avec le roman Là-haut sur la colline. En 2009, il est récipiendaire du Prix d'excellence de la Fondation pour les arts, les lettres et la culture en Outaouais.
En 2009 également, sous la direction du bédéiste Christian Quesnel, des artistes visuels de sa région se sont librement inspirés de nouvelles de Claude Bolduc pour créer quatre récits graphiques, lesquels composent l'album La Machine du Bonhomme Sept-Heures, paru au Studio coopératif Premières Lignes (Gatineau).

## Distinctions
1997
- Délégué par l'Association des auteurs de l'Outaouais au Salon des Régions du livre de Besançon, en France.
- En nomination dans la catégorie « Artiste de la relève » aux Culturiades de la Ville de Hull.

1999
- gentils et aime écrire.
- Lauréat dans la catégorie « Artiste de l’année » aux Culturiades de la Ville de Hull.
- Finaliste au prix Boréal 1999 du meilleur livre québécois de science-fiction ou de fantastique avec le roman La Porte du froid.
- Finaliste au prix Boréal 1999 de la meilleure nouvelle québécoise de science-fiction ou de fantastique avec « L’Heure de bébé », parue dans le recueil Les Yeux troubles et autres contes de la lune noire.
- Auteur invité à la rétrospective « Voyage aux portes de l'étrange. Edgar Allan Poe, 150 ans déjà... Rétrospective de la littérature fantastique », à Marche-en-Famenne (Belgique).

2000
- Lauréat du deuxième prix au concours de nouvelles « Le Prix de la Ligne », organisé dans le cadre de la Foire du livre de Ligny, en Belgique, avec la nouvelle fantastique «Vieille peau» (publiée par la suite sous le titre «Vieilles peaux»).

2002
- Invité à la Convention nationale française de science-fiction, à Tilff (Belgique).

2003
- Finaliste au Grand Prix de la science-fiction et du fantastique québécois.

2007
- Invité à la Foire du livre de Bruxelles par le Service du livre luxembourgeois.
- Lauréat du Grand Prix de la science-fiction et du fantastique québécois.
- Lauréat du prix Boréal de la meilleure nouvelle québécoise de science-fiction ou de fantastique avec la novella « Toujours plus bas».
- Personnalité de la semaine Radio-Canada — Le Droit, semaine du 21 mai.

2008
- Prix littéraire Le Droit, catégorie jeunesse, avec le roman Là-haut sur la colline.

2009
- Président d'honneur d'une journée du Salon du livre de l'Outaouais
- Invité d'honneur du congrès Boréal de science-fiction et de fantastique.
- Prix d'excellence de la Fondation pour les arts, les lettres et la culture en Outaouais.

2010
- Finaliste au prix Aurora de la meilleure nouvelle avec «De l'amour dans l'air».

2011
- Finaliste au prix Jacques-Brossard.
- Finaliste au prix Aurora/Boréal du meilleur ouvrage.
- Finaliste au prix Aurora/Boréal de la meilleure nouvelle avec «Entre les bras des amants réunis».